# Präsidentschaftswahl in Russland 2018
Die Präsidentschaftswahl in Russland 2018 war die Wahl zum Präsidenten der Russischen Föderation für die Amtszeit von 2018 bis 2024. Sie fand am 18. März 2018 statt. Die Wahl war ursprünglich für den 11. März angesetzt, wurde dann aber auf den vierten Jahrestag der Annexion der Krim durch Russland verschoben.
Die Wahl wurde im ersten Wahlgang vom amtierenden Präsidenten Wladimir Putin mit knapp 77 % der Stimmen gewonnen. Internationale Wahlbeobachter kritisierten einen fehlenden Wettbewerb im Vorfeld und dokumentierten diverse Unregelmäßigkeiten während der Wahl.

## Bedingungen für die Zulassung von Kandidaturen

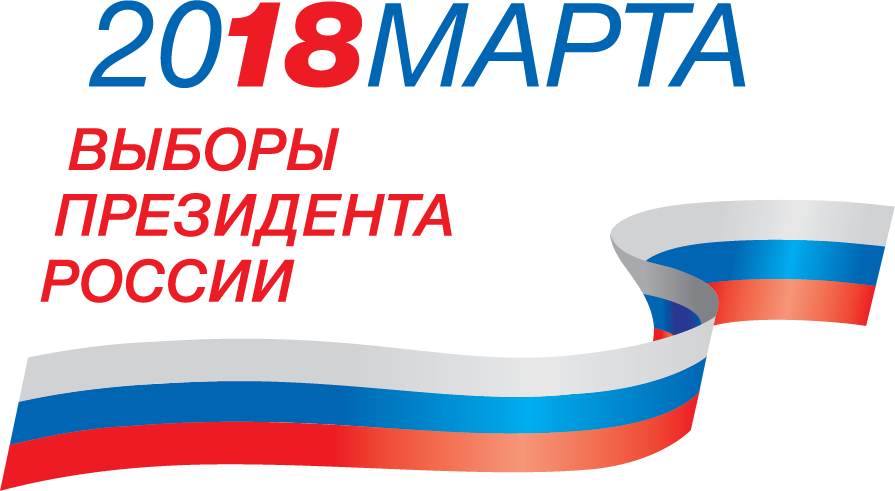
Logo der Präsidentschaftswahl

Der Präsident der Russischen Föderation wird direkt für eine Amtszeit von sechs Jahren gewählt. Eine einmalige Wiederwahl in Folge ist möglich. Jeder Präsidentschaftskandidat muss nach Artikel 81 der Verfassung mindestens 35 Jahre alt sein und seinen dauerhaften Wohnsitz seit mindestens zehn Jahren in Russland haben.
Parteien, die in der Staatsduma vertreten sind, ist es erlaubt, direkt einen Kandidaten aufzustellen, ohne Unterschriften gesammelt zu haben. Davon machten die Liberaldemokratische Partei und die Kommunistische Partei (KPRF) Gebrauch. Die übrigen vier dort vertretenen Parteien Vereinigtes Russland, Gerechtes Russland, Rodina und Bürgerplattform stellten keine Kandidaten auf, sondern erklärten jeweils ihre Unterstützung für den Amtsinhaber Putin.
Kandidaten von registrierten Parteien, die nicht in der Staatsduma vertreten sind, müssen mindestens 100.000 Unterschriften sammeln, um bei der Wahl antreten zu dürfen. Es dürfen nicht mehr als 2.500 Unterschriften je Föderationssubjekt gesammelt werden, und nicht mehr als 2.500 bei russischen Staatsbürgern im Ausland.
Unabhängige Kandidaten – die zuerst von einer notariell beglaubigten Gruppe von mindestens 500 Personen vorgeschlagen werden müssen, um überhaupt die zur Zulassung für die Unterschriftensammlung geforderten Dokumente einreichen zu dürfen – benötigen 300.000 Unterschriften, davon dürfen nicht mehr als 7.500 gültige Unterschriften aus einem Föderationssubjekt stammen, und nicht mehr als 7.500 von russischen Staatsbürgern im Ausland.
Diese Zahlen wurden im Vergleich zu dem vorherigen Präsidentschaftswahl 2012 wesentlich verringert; damals musste ein unabhängiger Kandidat in kürzester Zeit ganze 2 Millionen Unterschriften sammeln, davon nicht mehr als 50.000 aus jedem Föderationssubjekt. Trotzdem galt auch die verringerte Zahl von Unterschriften als äußerst schwierig zu überwindende Hürde.
Für die Unterschriftensammlung wurden 16 Kandidaten zugelassen. 14 Kandidaten gehörten zu registrierten Parteien. Davon haben fünf die verlangten 100.000 Unterschriften eingereicht, die übrigen acht erreichten diese Anzahl nicht oder gaben vorher auf. Von den beiden unabhängigen Kandidaten erreichte nur Putin das Ziel der Unterschriftensammlung.

## Acht zugelassene Kandidaten
Acht Personen wurden als Präsidentschaftskandidaten registriert, neben Putin zwei von Parteien der Staatsduma sowie fünf von anderen Parteien.

### Wladimir Putin

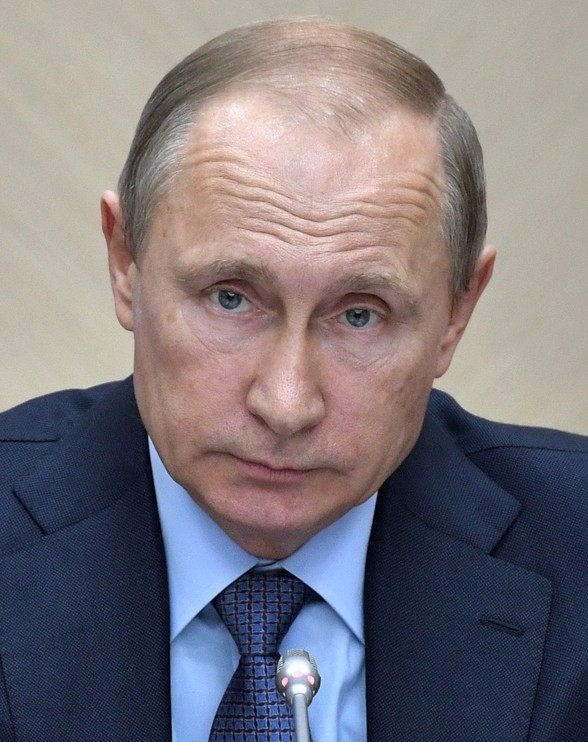
Der amtierende Präsident Wladimir Putin amtierte bereits von 2000 bis 2008 und erneut ab 2012 als Präsident.

Die Wiederwahl Wladimir Putins 2018 galt schon aufgrund der Übermacht der Unterstützer in der Duma nach der Dumawahl 2016 als sicher. Nach Ansicht einiger Beobachter könnte aber gerade das Fehlen von Alternativen und die aus der scheinbaren Unveränderbarkeit resultierende politische Apathie der Bevölkerung mit extrem niedriger Wahlbeteiligung die derzeitige Regierungspartei vor ein politisches Legitimitätsproblem stellen.
Die Ankündigung des Präsidenten zur eigenen Kandidatur war zu vielen Gelegenheiten erwartet worden. Die gemäß Wedomosti „einzige Spannung dieser Wahl“ war am 6. Dezember 2017 vorbei, gewählt wurde „die Ästhetik ‚der Begegnung mit den arbeitenden Menschen‘“ bei einem Treffen mit den Arbeitern von „GAZ“, wie die Nowaja gaseta kommentierte. Der Independent beschrieb die Wahlkampagne, die keine war: Es gab keine Wahlbotschaften, sondern einfach nur die Aussicht, „dass der Präsident präsidial“ sein werde. Putin veröffentlichte kein Wahlprogramm und lehnte es ab, mit den anderen Kandidaten an Fernsehdebatten teilzunehmen.
2018 fand die jährliche Botschaft an die Föderalversammlung – Putins Ansprache vor dem Parlament – mit mehrmonatiger Verzögerung statt und wurde in den Wahlkampf integriert. Sie wurde am 1. März vorgetragen und war doppelt so lang wie im Vorjahr. Im ersten Teil behandelte Putin Fragen der Innen-, Sozial- und Wirtschaftspolitik. Die Rede griff zentrale Punkte aus dem Reformprogramm von Medwedew aus dem Jahr 2009 auf. Demnach sei Russland eine stabile Großmacht mit Abstrichen im sozialen Bereich. In Bezug auf die demografische Entwicklung, das Armutsniveau, Lebenserwartung und Absicherung der Renten bestehe Reformbedarf. Putin formulierte neue Ziele für das Wirtschaftswachstum, den städtischen Wohnungsbau und die Modernisierung der Infrastruktur. Er nannte allerdings keine Maßnahmen, wie diese Ziele erreicht und Reformen umgesetzt werden könnten. Der zweite Teil der Rede thematisierte ausschließlich die neuen Nuklearwaffen. Putin begann mit einer Klage über den Zerfall der Sowjetunion und den Verlust des Supermachtstatus. Die neuen „unbesiegbaren“ Waffensysteme seien in der Lage, die US-amerikanische Raketenabwehr zu durchbrechen und so das „Gleichgewicht des Schreckens“ wiederherzustellen. Mit Hilfe von Videos und Computersimulationen präsentierte Putin die neue Interkontinentalrakete Sarmat, die Hyperschallrakete Kinschal, einen atombetriebenen Marschflugkörper, eine Unterwasserdrohne mit Nuklearantrieb und den Hyperschallraketengleiter Awangard. In einem der Videos wurde ein Atomschlag auf Florida simuliert. Einen Angriff auf einen Verbündeten werde Russland sofort vergelten. Zu außenpolitischen Fragen – wie etwa der Situation im Nahen Osten, dem Krieg in der Ukraine, oder der Zukunft des europäischen Sicherheitssystems – äußerte er sich nicht. Russische Beobachter begrüßten die Botschaft als ein Signal der Stärke; die versammelten Gäste aus Regierung, Parlament, Justiz, Wirtschaft und Kultur applaudierten der Rede.
Am 3. März hielt Putin im Olympiastadion Luschniki eine große Wahlkampfkundgebung ab. Nach Polizeiangaben nahmen 80.000 Menschen an der Veranstaltung teil, unter ihnen viele Prominente, Vertreter der Nationalen Befreiungsbewegung und Sportler wie die Eishockeynationalmannschaft. Vor Putins Auftritt wärmten Redner die Menge auf. Der offizielle Vertreter des Wahlkampfteams, der Geschäftsmann Igor Aschmanow, rief: „Wir sind ein kriegsführendes Land, machen Sie keinen Fehler. Wir haben einen Oberbefehlshaber. Er sammelt Territorien, gewinnt Kriege und führt neue Waffen ein. Wie kann ein kriegsführendes Land seinen Oberbefehlshaber ersetzen?“ In seiner kurzen Rede versprach Putin künftige Siege. Indessen gab es Hinweise darauf, dass Zehntausende der Anwesenden unter Druck gesetzt worden waren, an der Veranstaltung teilzunehmen. Studierende, staatliche und private Angestellte waren betroffen. Der Guardian berichtete, dass Angestellte eines Moskauer Unternehmens in einer betriebsinternen E-Mail angewiesen wurden, Wahlplakate abzuholen, sich bei Ankunft im Stadion in Gruppen zu formieren und zu fotografieren. Ein Angestellter der Firma äußerte die Befürchtung, dass sein Lohn im Falle der Nichtteilnahme gekürzt würde. Andere Teilnehmer wurden bezahlt, um zu erscheinen. Auf der Website „Rent-a-Crowd“ wurden für ein Honorar von 500 Rubel (ca. 7 Euro) Teilnehmer zwischen 20 und 55 Jahren gesucht. Demonstranten wurden schnell von der Polizei festgenommen.

### Wladimir Schirinowski

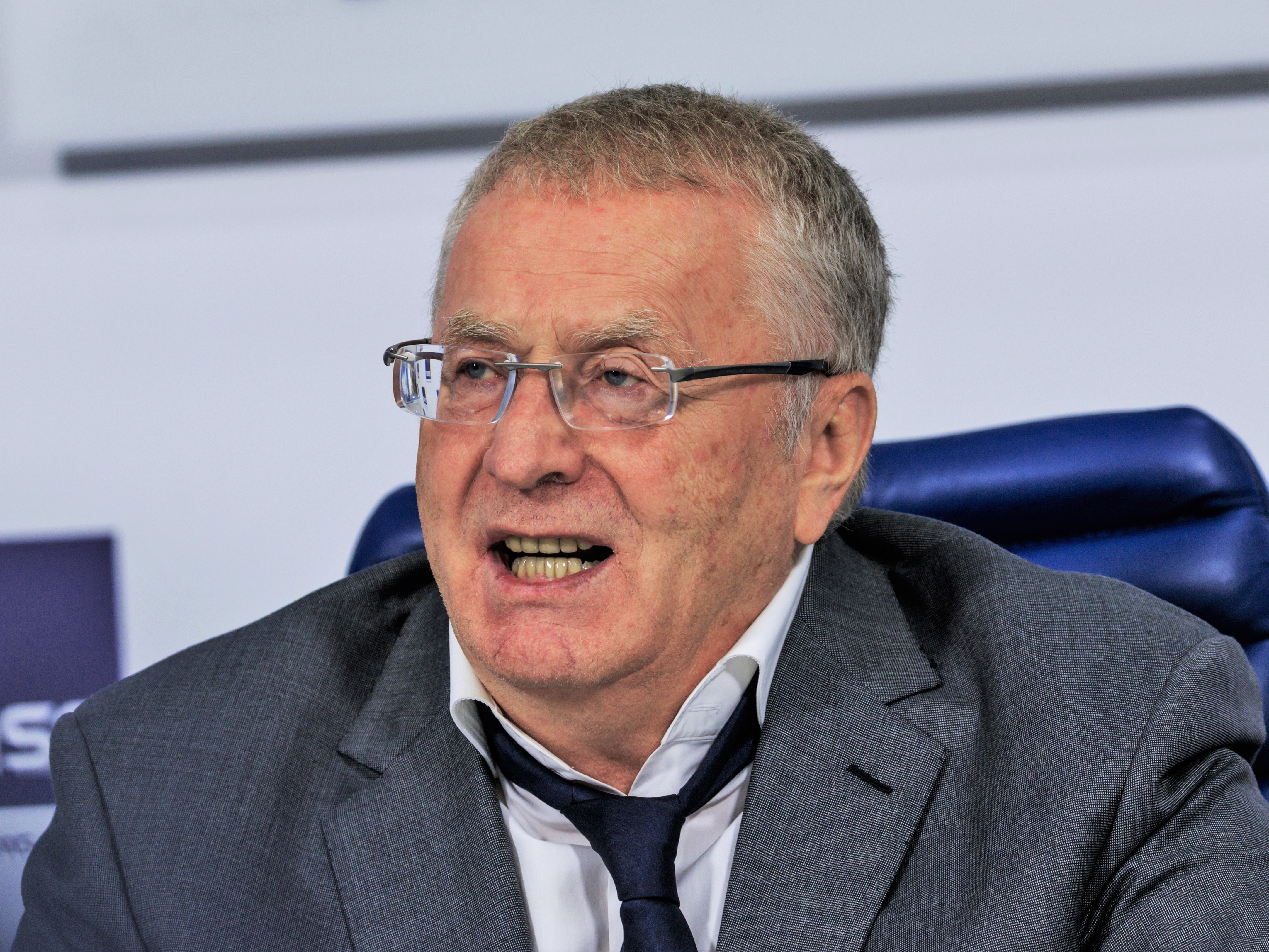
Wladimir Schirinowski

Wladimir Schirinowski war für die im rechtsextremistisch-nationalistischen Spektrum angesiedelte Liberaldemokratische Partei Russlands (LDPR) seit 1993 Abgeordneter der Duma. Als Kandidat einer Dumapartei wurde er automatisch registriert; er war der erste zugelassene Kandidat. Schirinowski bewarb sich zum sechsten Mal um das Amt des Präsidenten, sein bestes Ergebnis hatte er
2008 mit 9,34 %.
Schirinowski erklärte bereits im Juni 2015, er wolle als Kandidat antreten. Im Juli desselben Jahres sagte er, dass seine Partei wahrscheinlich eine „geeignetere Person“ als Kandidat aufstellen werde. Im März 2016 nannte er als potentiellen Kandidaten unter anderem auch Igor Lebedew. Am 28. Oktober 2016 wurde auf der offiziellen Webseite der LDPR dann aber doch die Kandidatur von Wladimir Schirinowski bekannt gegeben.

### Pawel Grudinin

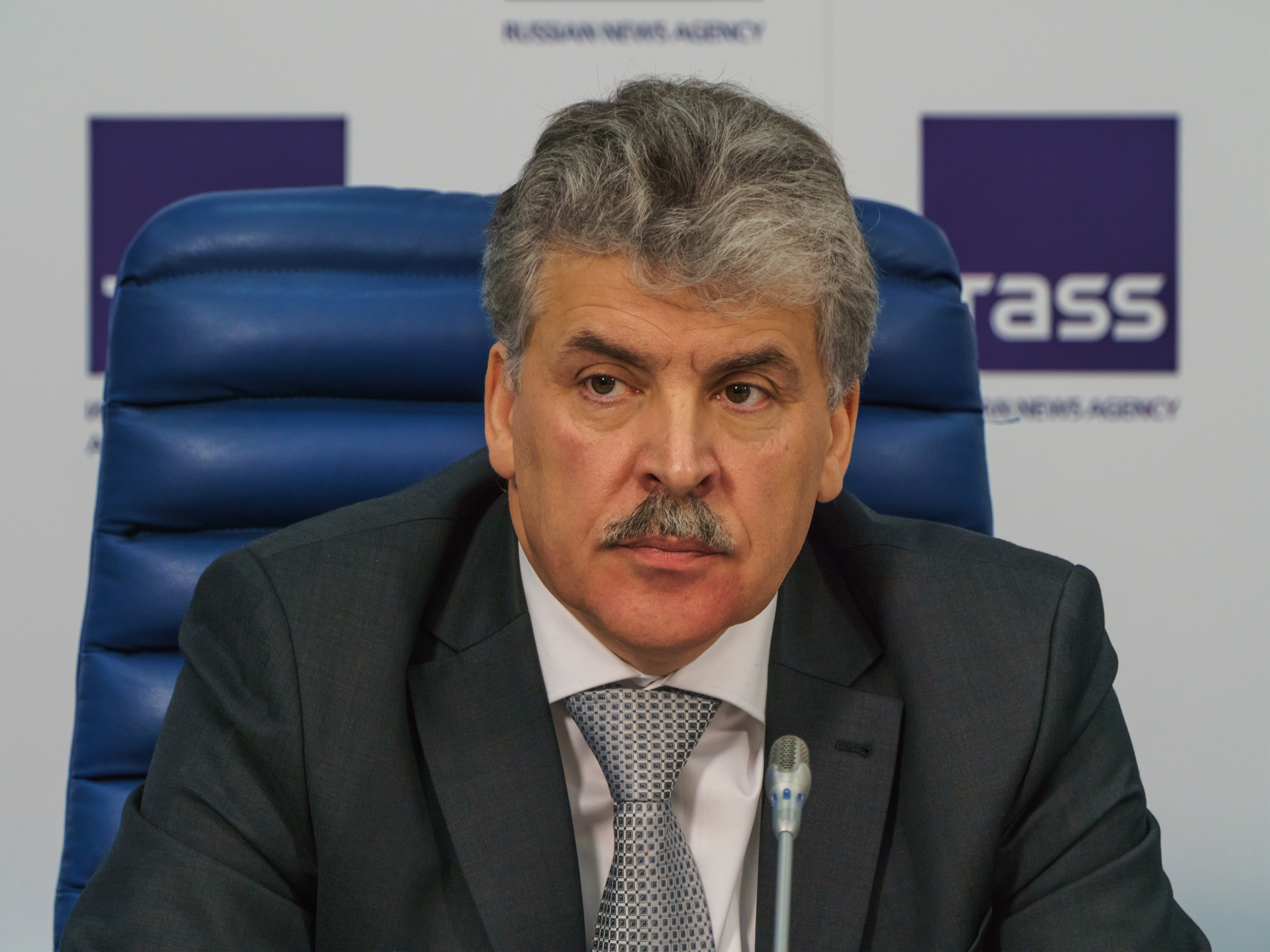
Pawel Grudinin

Am 23. Dezember 2017 wurde auf dem Kongress der Kommunistischen Partei unerwartet nicht der Parteichef Gennadi Sjuganow, sondern der Agrarunternehmer Pawel Grudinin zum Präsidentschaftskandidaten gewählt.
Am 12. Januar 2018 registrierte die zentrale Wahlkommission ihn als Kandidaten, er war der zweite zugelassene Kandidat. Außenpolitisch fordert er, ähnlich wie Schirinowski, die Annexion der ukrainischen Gebietskörperschaften Donezk und Luhansk.

### Maxim Suraikin
Maxim Suraikin ist seit 2012 Parteivorsitzender der Kommunisten Russlands (nicht zu verwechseln mit der Kommunistischen Partei Russlands, der KPRF). Das Zentralkomitee der Partei kündigte seine Nominierung als Kandidat für die Wahl im Februar 2017 an. Suraikin erklärte, dass er zumindest auf den zweiten Platz kommen und Sjuganows große Kommunistische Partei der Russischen Föderation besiegen will.

### Xenija Sobtschak

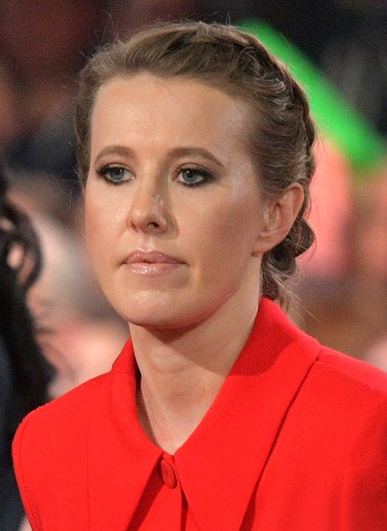
Xenija Sobtschak

Zusätzlich zu den teils seit Jahren bekannten Gegenkandidaten kündigte im Oktober 2017 die TV-Moderatorin Xenija Sobtschak ihre Kandidatur an, was die Wahl gemäß übereinstimmender Einschätzung interessanter machte: Die Erhöhung des politischen Gewichts der Wahl durch die zu erwartenden Debatten und die erwartete höhere Stimmbeteiligung war im Interesse des Kremls. Während sich Putin zur eigenen Kandidatur bis im November 2017 nicht geäußert hatte, wurde die von den staatlichen Medien auffallend wohlwollend begleitete Kandidatur Sobtschaks in Kommentaren als „Fassade“ (im Spiegel) oder als Hilfe für den Kreml, „einen Anschein von Demokratie zu wahren“ (in der NZZ) eingeschätzt. Auch weil ihre Kandidatur schon einen Monat zuvor aus der Präsidialadministration durchsickerte, wurde sie als „Kandidatur von Putins Gnaden“ oder als Spaltkandidatur für die Opposition wahrgenommen. Dies wurde auch in unabhängigen Medien so gesehen: Rostislaw Turovsky nannte die Kandidatur eine mit den Behörden abgesprochene Sache, während Arkadij Dubnow festhielt, dass die Kandidatur ganz unabhängig von den Hintergründen für die Administration vorteilhaft sei. Die Wahl sei eher eine Show, als dass sie politisch organisiert wäre, meinte die Politwissenschaftlerin Jekatarina Schulman.
Xenija Sobtschak kandidierte für die Partei Graschdanskaja iniziatiwa (Гражданская инициатива), die weder in der Staatsduma noch in irgendeinem regionalen Parlament vertreten ist. Da die Partei seit 2013 offiziell registriert ist, musste sie 100.000 Unterschriften sammeln. Am 26. Dezember 2017 wurde ihr von der Zentralen Wahlkommission die Eröffnung des Wahlkontos, von dem aus alle Ausgaben im Zusammenhang mit den Wahlen – so auch die Finanzierung der Unterschriftensammlung – bestritten werden müssen, gestattet.
Zwar waren sich alle politischen Kommentatoren darin einig, dass die Kandidatur Sobtschaks nur mit der Billigung Putins möglich gewesen war. Nachdem sie daher von vielen als politisches Leichtgewicht und völlig von Putin abhängige Person angesehen wurde, überraschte doch ihr kämpferisch-oppositioneller Ton im Wahlkampf. In mehreren Veranstaltungen kritisierte sie deutlich die vermeintlich korrupten Polit-Klüngel um den Präsidenten und sprach sich auch gegen die Annexion der Krim aus. Hinsichtlich der wirtschaftlichen Lage Russlands äußerte sie, dass Russland außer Waffen und Öl keine Produkte auf den Weltmärkten zu verkaufen hätte. Es gäbe „außer Raketen“ keine russischen Produkte, auf die man stolz sein könne. Die Einnahmen aus dem von Staatsunternehmen produzierten Öl würden zudem von diebischen Staatsbeamten gestohlen. Einige politische Kommentatoren äußerten die Ansicht, dass sich der Kreml bei der Zulassung Sobtschaks zur Kandidatur möglicherweise in ihr verschätzt habe.
Die Familien Putin und Sobtschak sind seit vielen Jahren politisch miteinander verbunden. Der Vater Xenija Sobtschaks, Anatoli Sobtschak gehörte in den 1990ern als Oberbürgermeister von Sankt Petersburg zu den Förderern Putins.

### Boris Titow

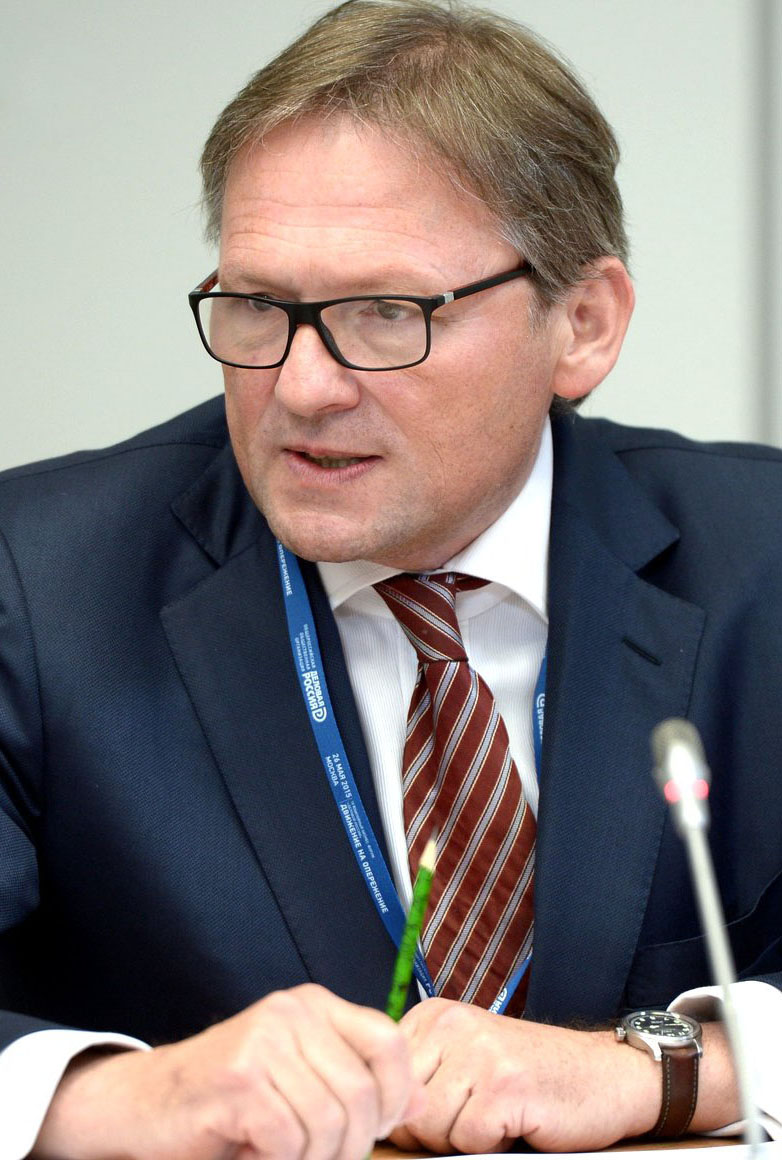
Boris Titow

Boris Titow ist seit 2012 „Beauftragter des Präsidenten für Unternehmerrechte“. Seine politische Karriere begann Titow bei „Einiges Russland“, danach war er Mitglied der Partei Graschdanskaja sila, später Mitglied bei Prawoje delo, wobei er eine maßgebliche Rolle bei der Zerschlagung der zweitletzten oppositionellen Partei Russlands vor 2012, SPS (Sojus prawych sil) spielte. Später war er im Vorsitz von Prawoje delo; die Partei wurde 2016 umbenannt in Partija Rosta („Wachstums-Partei“) und verfügt über 4 Mandate (von ca. 4.000) in regionalen Parlamenten; davon 3 im Petersburger Stadtparlament. Bekanntestes Mitglied ist die ehemalige Duma-Abgeordnete von „Gerechtes Russland“, Oxana Dmitriewa. Titow äußerte sich überzeugt davon, dass Putin die Wahlen gewinnen werde. Zur Begründung, warum er dann überhaupt als Kandidat antrete, meinte er, dass er damit einen Kurswechsel in der Wirtschaftspolitik anstoßen wolle. Russland müsste in der Zukunft nicht nur Rohstoffe, sondern Produkte exportieren. In einem Interview mit der BBC vom 8. März 2018 bezeichnete er die Korruption als das größte Problem Russlands.

### Grigori Jawlinski

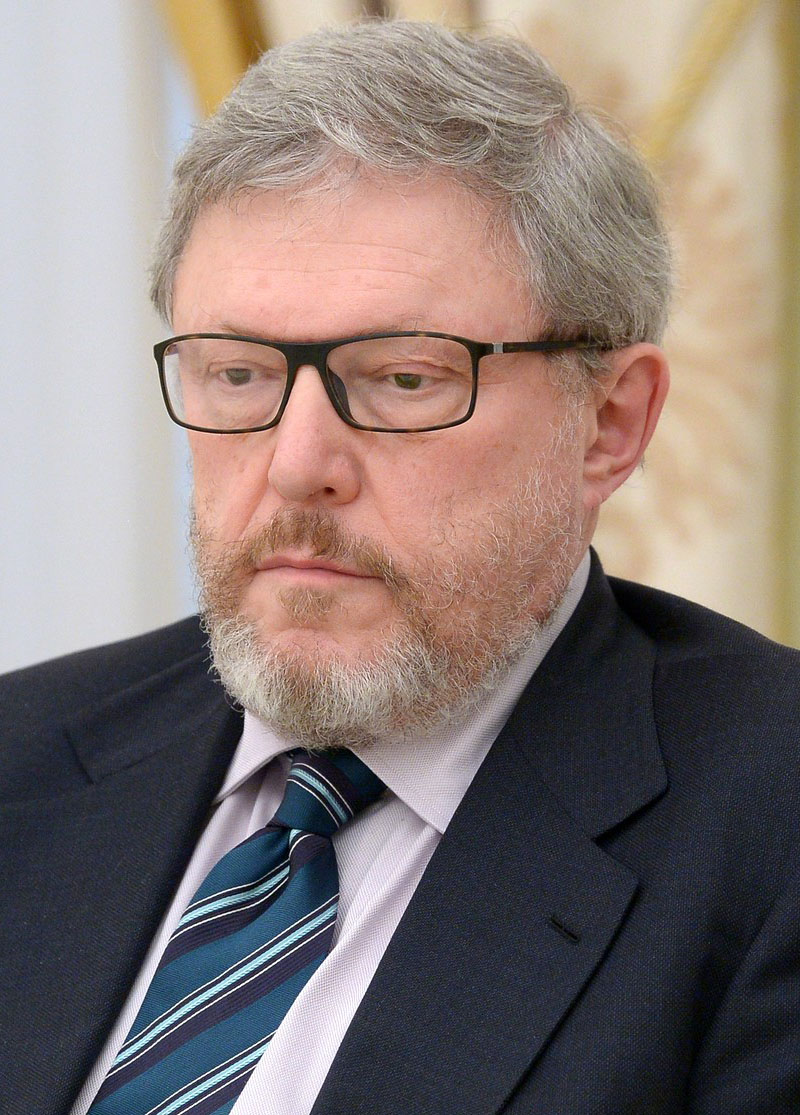
Grigori Jawlinski

Grigori Jawlinski, liberaler russischer Politiker und Wirtschaftswissenschaftler, Vorsitzender der Partei Jabloko. Er war 1990 an der Erarbeitung eines Reformprogrammes zur Liberalisierung der sowjetischen Wirtschaft beteiligt, das jedoch in der von ihm befürworteten Form nicht umgesetzt wurde. Er kandidierte bereits für die Präsidentschaftswahl 1996 und erhielt 7,4 %, 2000 erhielt er 5,8 %. 2012 wurde er nicht zugelassen, weil nach Angaben der russischen Wahlleitung rund 25 % der zwei Millionen Unterstützerunterschriften gefälscht gewesen seien.

### Sergei Baburin

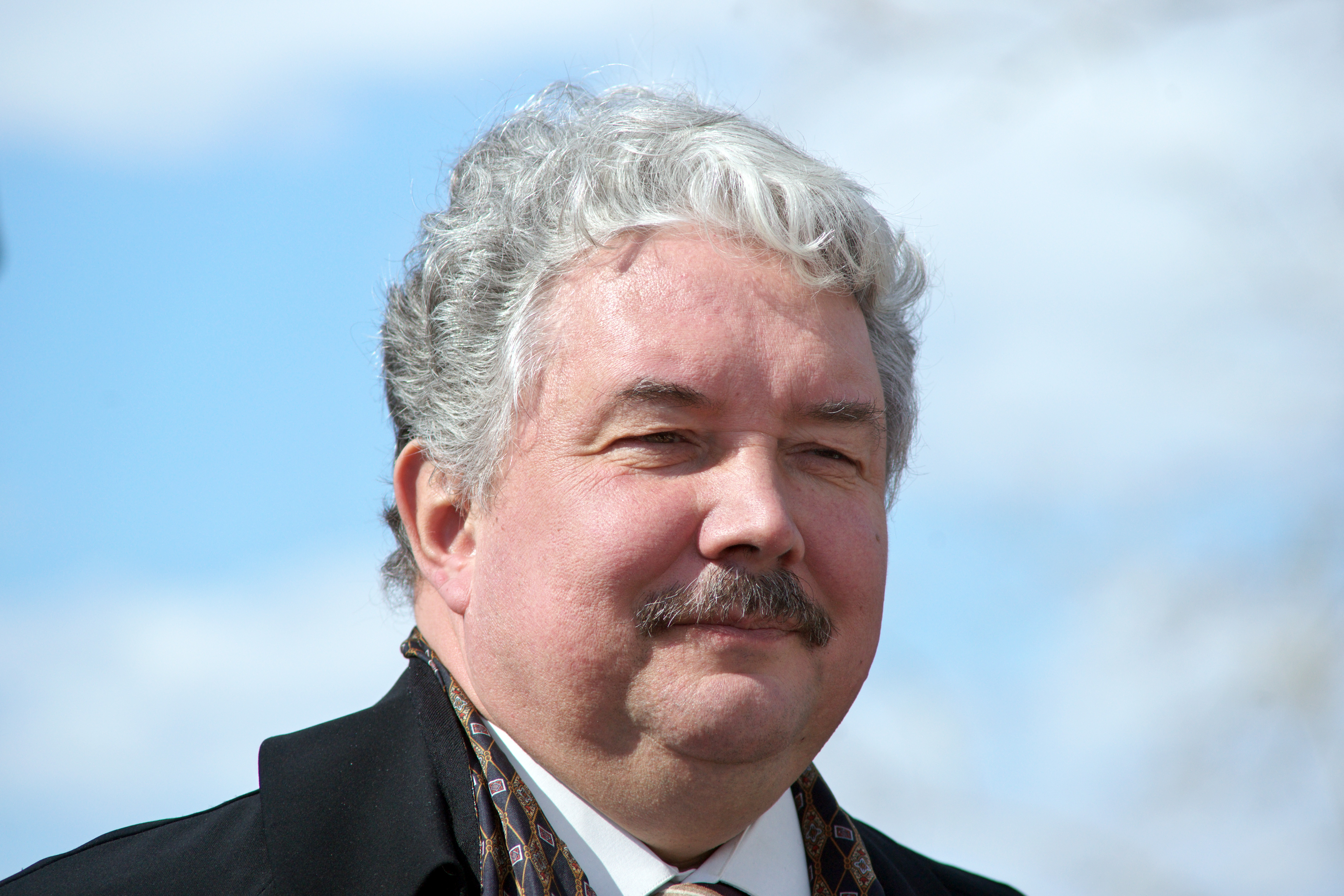
Sergei Baburin

Partei „Russischer Volksbund“ (Rossijski obschtschenarodny sojus), Mitarbeiter des Instituts für sozialpolitische Forschung. Der an der Universität Leningrad promovierte Jurist war 1991 einer der wenigen im Obersten Sowjet, die gegen die Auflösung der Sowjetunion stimmten. Er war von 1993 bis 2000 sowie von 2003 bis 2007 Mitglied der Duma.

## Fernsehdebatten
Am 27. Februar 2018 fand eine Debatte der Präsidentschaftskandidaten statt. Sie wurde am 28. Februar im staatlichen Fernsehsender Rossija 1 ausgestrahlt. Mit Ausnahme von Wladimir Putin nahmen alle Kandidaten teil. Die Debatte, die sich auf außenpolitische Fragen konzentrieren sollte, verlief chaotisch und war von persönlichen Angriffen und gegenseitigem Überschreien geprägt. Die Diskussion endete damit, dass Xenija Sobtschak Wladimir Schirinowski ein Glas Wasser über den Kopf schüttete. Zuvor hatte Schirinowski sie als „Idiotin“ bezeichnet und ihr befohlen, ihr „Maul“ zu halten. „Schmeißt diese Prostituierte raus, diesen Dreck! Die letzte Hure!“, rief er zum Schluss. Die Opposition sah die Debatte als ein inszeniertes Spektakel. Bei den Wählern solle der Eindruck entstehen, dass Wladimir Putin, der sich von der Veranstaltung fernhielt, die einzige vernünftige und solide Wahl darstelle, wohingegen die sieben Gegenkandidaten keine ernst zu nehmende Alternative seien.
In einer Debatte am 1. März, an welcher Putin erneut nicht teilnahm, warf Kandidat Grudinin der zentralen Wahlkommission und den staatlichen Fernsehkanälen vor, eine „Show“ zu veranstalten. Die Debatten seien als „Zirkus“ konzipiert. Grudinin war im Vorfeld kritischer Berichterstattung in staatlichen Medien ausgesetzt. Er verließ noch während der Aufnahmen das Studio.
Während einer Debatte am 14. März klagte Sobtschak mit Tränen in den Augen über Schirinowskis Beschimpfungen gegen sie. „Diese Person nennt mich eine Hure und eine schmutzige Hexe in Ihrem Programm und Sie erlauben das jedes Mal“, sagte sie Moderator Wladimir Solowjow. Ihm sei nicht gestattet, die Kandidaten zu unterbrechen, aber das Niveau der politischen Kultur erschrecke ihn auch, so Solowjow. „Das ist die Kultur, die Sie uns anbieten“, erwiderte Sobtschak.
Die letzte Debatte wurde am 15. März drei Tage vor der Wahl ausgestrahlt. Alle Kandidaten außer Putin waren präsent. Auch dieses Mal kam es zu einem Eklat. Suraikin brachte eine Frau als Überraschungsgast mit, die Grudinin beschuldigte, ihre Familie aus ihrer Wohnung vertrieben zu haben. Grudinin verließ daraufhin die Bühne und wurde von seinem Vertreter Maksim Schewtschenko ersetzt, der Suraikin mehrmals beleidigte. Suraikin drohte Grudinins Vertreter daraufhin mit körperlicher Gewalt, bevor er vom Sicherheitspersonal abgeführt wurde.
Kritiker verglichen die Debatten mit geschmacklosem Reality-TV und nachmittäglichen Talkshows. Michael Link von der Wahlbeobachtungsmission der OSZE sagte, dass der Wahlkampf geprägt war durch einen omnipräsenten Präsidialkandidaten einerseits und sieben „sonstige“ Kandidaten andererseits, die sich gegenseitig in niveaulosen Fernsehdebatten schlecht machten.

## Wahlbeobachtung
Vor der Wahl hatte der Kreml unabhängige ausländische Wahlbeobachtung zunehmend erschwert. Das Justizministerium nahm erstmals eine deutsche Organisation in die Liste von „unerwünschten Organisationen“ auf. Die European Platform for Democratic Elections mit Sitz in Berlin spezialisiert sich auf zivilgesellschaftliche Wahlbeobachtung und wird unter anderem vom Auswärtigen Amt und der Europäischen Kommission gefördert. Auch die litauische Organisation International Elections Study Center wurde für „unerwünscht“ erklärt. Seit 2015 wurden 13 ausländische Wahlbeobachtungsorganisationen in das Register aufgenommen. Ihnen ist jegliche Tätigkeit in Russland untersagt, Mitarbeitern drohen etwa Einreisesperren.
Der Wahlbeobachtungsverband Golos beklagte im Vorfeld massiven Druck auf unabhängige Wahlbeobachter. Golos hatte bei den Präsidentschaftswahlen 2012 Fälschungen dokumentiert. Im selben Jahr erklärte das Justizministerium die Organisation zum „ausländischen Agenten“. 2018 hat die Wahlkommission Beobachtern, die sich über ein mit Golos verbundenes Medium als Journalisten akkreditieren wollten, die Anmeldung verweigert. Deshalb ist die Organisation auf Kandidaten und Parteien angewiesen, die Beobachter entsenden dürfen (siehe Wahlbeobachtung durch Vertreter der Kandidaten). Golos berichtete von Verfolgung durch kremlnahe Medien und Schikanen durch Polizei und Behörden.
Für die OSZE waren am Wahltag 482 Wahlbeobachter in ganz Russland ausschließlich der besetzten ukrainischen Halbinsel Krim aktiv. Die Organisation kritisierte mangelnden Wettbewerb bei der Präsidentschaftswahl. Es habe faktisch keine Auswahl gegeben. Der Ablauf sei trotz Verfahrensfehlern während der Abstimmung und bei der Stimmauszählung grundsätzlich korrekt gewesen. Michael Link von der OSZE sagte, die OSZE habe bis Mittag am Wahltag keine organisierte Manipulation festgestellt. Demokratische Defizite habe es im Vorfeld gegeben, etwa durch den Ausschluss ernsthafter Mitbewerber und vielfältigen Druck auf Wähler. Laut Jan Petersen von der OSZE seien Fälle von Mehrfachabstimmung registriert worden.
In den Wahllokalen waren darüber hinaus Beobachter der verschiedenen Kandidaten und ihrer Parteien anwesend. Diese kamen zu unterschiedlichen Einschätzungen. So äußerte sich der kommunistische Bewerber Grudinin negativ zu Unregelmäßigkeiten wie der Möglichkeit zur Mehrfachabstimmung und der allgemeinen Fairness. Dagegen sagte die Kandidatin Sobtschak, dass die Wahl transparenter abgelaufen sei als in der Vergangenheit.
Die russische Regierung lud selbst 300 Politiker und andere Persönlichkeiten zur Wahlbeobachtung ein. Darunter waren mindestens acht Bundestagsabgeordnete der AfD, unter ihnen Waldemar Herdt, Anton Friesen, Markus Frohnmaier, Steffen Kotré und Dietmar Friedhoff. AfD-Politiker Ulrich Oehme reiste auch auf die von Russland annektierte Krim.

## Umfrageergebnisse

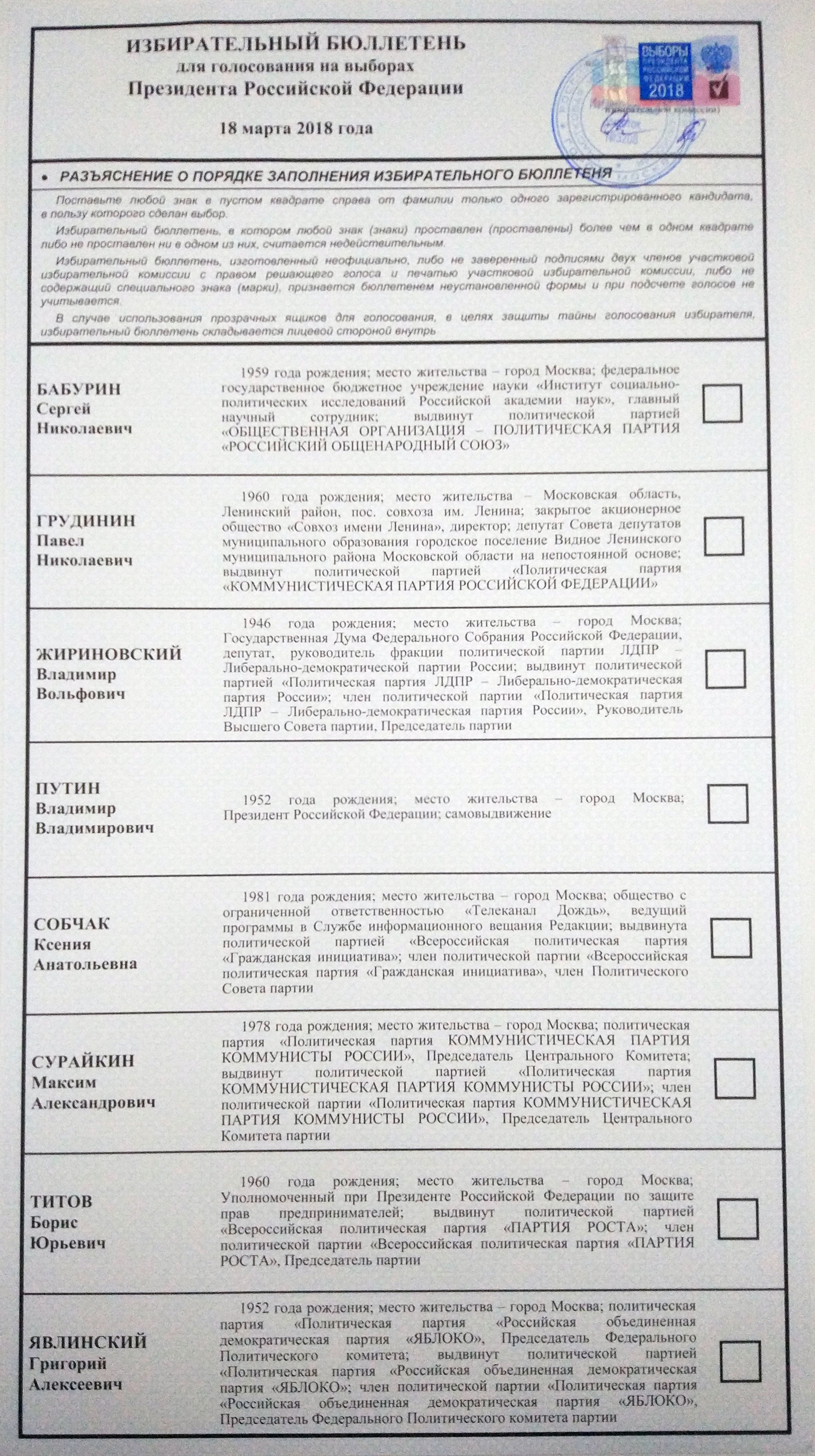
Stimmzettel

Nach einem vom 29. Januar bis 4. Februar 2018 durchgeführten Telefoninterview des Russischen Meinungsforschungszentrums würden bei einer Wahlbeteiligung von 79,3 % folgende Ergebnisse erwartet:
| Kandidat     | Umfragewert |
| ------------ | ----------- |
| Putin        | 71,4 %      |
| Grudinin     | 6,9 %       |
| Schirinowski | 5,7 %       |
| Sobtschak    | 1,3 %       |
| Jawlinski    | 0,7 %       |
| Titow        | 0,4 %       |

Dem einzigen unabhängigen Umfrageinstitut Russlands, dem Lewada-Zentrum, wurde wegen seiner Einstufung als „ausländischer Agent“ untersagt, bis zu den Wahlen Umfrageergebnisse zu veröffentlichen. Die letzten Zahlen des Lewada-Zentrums sind vom Dezember 2017. Danach hatten 30 Prozent der Befragten „unbedingt“ die Absicht, zur Wahl zu gehen und weitere 28 Prozent wollen „wahrscheinlich“ zur Wahl gehen.
Eine niedrige Wahlbeteiligung kann selbst bei einem überwältigenden Sieg des Amtsinhabers die Legitimität des Wahlergebnisses in Frage stellen und auf Unzufriedenheit in der Bevölkerung hindeuten, vor allem dann, wenn ein echter Gegenkandidat fehlt. Bei den letzten landesweiten Wahlen – den Dumawahlen 2016 – hatte es einen beträchtlichen Rückgang der Wahlbeteiligung gegeben. Entsprechend bemühte sich die Regierung im Vorfeld der Präsidentschaftswahl, die offiziellen Zahlen über die Wahlbeteiligung zu steigern. Zu diesem Zwecke plante die Zentrale Wahlkommission, 700 Millionen Rubel (umgerechnet knapp 10 Mio. Euro) auszugeben. Wahlkampfleute wurden beauftragt, Vorschläge zu unterbreiten, wie die Wahlbeteiligung erhöht werden kann. Wahlberechtigte erhielten persönliche E-Mails oder Besuch von Mitarbeitern der Kommunalverwaltung oder Mitgliedern der Wahlkommission im Stimmbezirk. Einige Wahllokale boten Wählern Konzerttickets, kostenlose Krebsvorsorgeuntersuchungen, ermäßigte Lebensmittel und Gewinne wie iPhones und iPads an. Eine selektive Mobilisierung bestimmter Bevölkerungsgruppen (bspw. staatliche Angestellte, Rentner, ländliche Bevölkerung) fand bei vergangenen landesweiten Wahlen statt. Befürchtet wurde, dass die Wahlbeteiligung junger Leute besonders niedrig ausfällt. Um Männer zwischen 18 und 24 Jahren zu mobilisieren, druckte die russische Ausgabe des Männermagazins Maxim Aufkleber mit Pin-up-Models mit der Botschaft, dass Wählen zum Erwachsensein gehöre. Die Zeitschrift gab keine Auskunft darüber, wer die Aktion finanziert hatte. Junge Wähler wurden zudem durch Unterhaltungsangebote und Gewinnspiele angelockt und in sozialen Medien mit gezielter Wahlwerbung angesprochen. Ein Video aus den sozialen Medien warnte, Wahlverweigerer würden riskieren, dass Russland sich in einen schwulenfreundlichen Staat verwandelt, wo alte Menschen von schwarzen Offizieren zum Wehrdienst eingezogen werden. Sobtschak und die Opposition verurteilten den Clip als homophob und Anstiftung zur Gewalt.
Wahlbeobachter und lokale Medien berichteten von Drohungen und Nötigung von Wählern, sich an ihrem Arbeitsplatz neu zu registrieren und später ihren Arbeitgebern zu melden, dass sie gewählt haben. Arbeitnehmer in der Region Perm wurden gewarnt, dass ihr Wahlverhalten den Vorgesetzten übermittelt wird. Ella Pamfilowa, die Leiterin der Wahlkommission, versprach, auf derartige Beschwerden zu reagieren. Wahlbeobachter von Golos berichteten, dass auch Einrichtungen wie Krankenhäuser oder Schulen Wahlberechtigte unter Druck setzen, zur Wahl zu gehen. Es habe Forderungen gegeben, als Beleg für das Stimmverhalten Fotos aus der Wahlkabine zu schicken.

## Als Kandidaten nicht zugelassen

### Alexei Nawalny

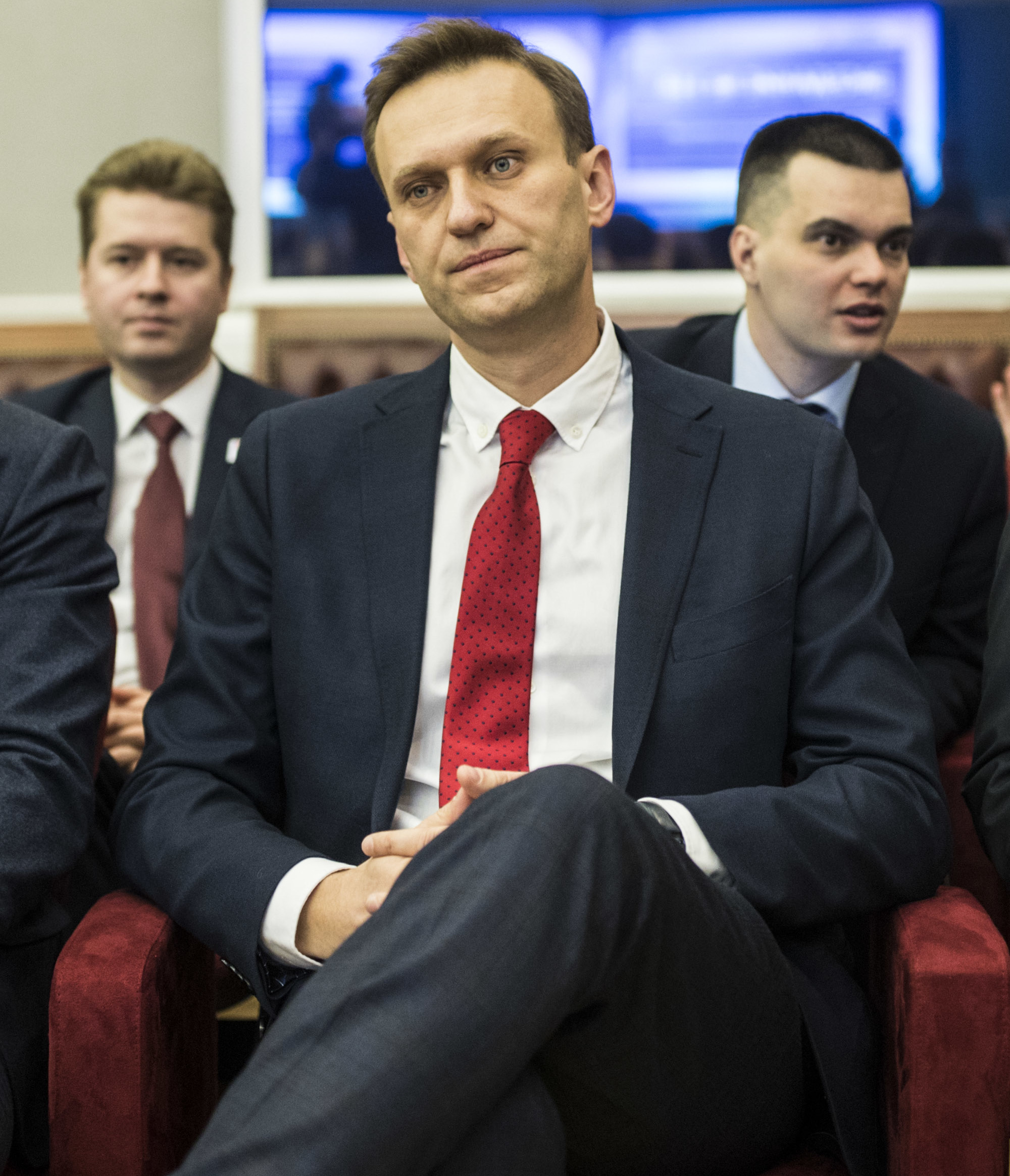
Der Rechtsanwalt Alexei Nawalny wurde als Kandidat nicht zugelassen.

Dem Oppositionspolitiker Alexei Nawalny war am 23. Juni 2017 die Kandidatur bei der Präsidentschaftswahl durch die Zentrale Wahlkommission untersagt worden. Zuvor war Nawalny wegen Unterschlagung und Veruntreuung zu einer Haftstrafe auf Bewährung verurteilt worden. Noch während das Verfahren lief, brachte Putin in die Duma einen Gesetzesentwurf ein, der es Vorbestraften verbietet, bei Wahlen zu kandidieren. Nawalny selbst und seine Anhänger bezeichneten das ganze Gerichtsverfahren als vom Kreml inszeniert, mit dem Ziel, ihn von der Kandidatur fernzuhalten und rief daraufhin zum Boykott der Wahlen auf. Auch der Europäische Gerichtshof für Menschenrechte bezeichnete das Urteil als „offensichtlich unvernünftig“ und „willkürlich“. Der Regierungskritiker, der laut Regierungsangaben mehrfach gegen das Demonstrationsrecht verstoßen hatte, wäre nach Umfragen staatlicher Meinungsforschungsinstitute bei einer Zulassung zur Wahl gegen Putin chancenlos gewesen.

### Alexander Tschuchlebow
Der Unternehmer Alexander Tschuchlebow war zuerst zur Unterschriftensammlung zugelassen worden; die Zentrale Wahlkommission versuchte jedoch, ihre eigene Entscheidung gerichtlich widerrufen zu lassen. Tschuchlebow besitze angeblich eine doppelte Staatsbürgerschaft – neben der russischen die finnische – was Präsidentschaftskandidaten untersagt ist.

### Weitere nicht zugelassene Kandidaten
Die folgenden Kandidaten sind zur Unterschriftensammlung zugelassen worden, haben jedoch die nötige Anzahl von Unterschriften nicht erreicht oder ihre Kandidatur während der Sammlungsphase zurückgezogen.
- Elwira Agurbasch, Partei Allianz der Grünen, Managerin der Wurstfirma Mortadel
- Anton Bakow, Partei Monarchistische Partei der Russischen Föderation, Abgeordneter der Duma 2003–2007, Parteivorsitzender der Monarchistischen Partei seit 2012. Unternehmer. Gab am 29. September 2017 seine Kandidatur bekannt,[72] und zog sie im Januar 2018 wieder zurück.[73]
- Roman Chudjakow, Partei LDPR, ehemaliger Dumaabgeordneter, aus Transnistrien stammend
- Jekaterina Wiktorowna Gordon, Partei der guten Taten, TV-Moderatorin.
- Michail Koslow, Partei für sozialen Schutz, Unternehmer
- Natalija Lisizyna, Partei Russische Vereinigte Arbeiterfront, Kranführerin, wäre die erste Kandidatin aus einem Handwerker- oder Arbeiterberuf bei Präsidentschaftswahlen im modernen Russland überhaupt gewesen.
- Stanislaw Polischtschuk, Partei für soziale Reformen
- Irina Volynets, Volkspartei Russlands
- Wladimir Michailow, unabhängig, ist Direktor der Firma FEST[74] (im Apothekenbedarfshandel tätig) und Parlamentsabgeordneter für die Partei Jabloko in der regionalen Duma der Oblast Kostroma[75]

## Änderung des Wahldatums
Ursprünglich fanden die Präsidentschaftswahlen immer am zweiten Sonntag im März statt. Am 3. März 2017 nahm die Staatsduma einen Gesetzesentwurf an, der im Mai 2017 von Präsident Putin unterschrieben wurde, nach dem die Präsidentschaftswahlen nun immer am dritten Sonntag im März stattfinden sollen. Deshalb wurde die Wahl vom 11. März 2018 auf den 18. März 2018 verlegt, den Jahrestag der Annexion der Krim.

## Wahl auf der Krim
Die Europäische Union hatte im Vorfeld schon angekündigt, die Ergebnisse der russischen Präsidentschaftswahl auf der annektierten ukrainischen Halbinsel Krim nicht anzuerkennen. EU-Außenbeauftragte Federica Mogherini sagte, dass die EU ihre Nichtanerkennungspolitik vollständig umsetzen würde und rief Russland dazu auf, die Rechte ukrainischer Bürger zu achten. Österreichs Bundespräsident Alexander Van der Bellen warnte ebenfalls, dass Moskau keine legale Wahl auf der Halbinsel Krim abhalten könne, weil die Annexion der Krim rechtswidrig sei.
Die EU und die OSZE hatten klargemacht, dass sie keine Wahlbeobachter auf die Krim entsenden würden, da beide Organisationen diese nicht als rechtmäßigen Teil Russlands ansehen. Russische Behörden luden daraufhin eine Reihe freundlich gesinnter und teilweise randständiger ausländischer Politiker ein, um den Wahlen auf der Krim den Anschein internationaler Akzeptanz zu geben. Leonid Sluzki, der Vorsitzende des außenpolitischen Ausschusses des Parlaments, nannte Andreas Maurer von der Linkspartei, Hendrik Weber von einer Organisation namens People Diplomacy Norway, Pedro Agramunt und Thierry Mariani. Mit der Organisation ihrer Reisen beauftragte Russland Sluzkis eigene Organisation Russian Peace Foundation und den polnischen Verein European Council on Democracy and Human Rights, der in der Vergangenheit Wahlbeobachter aus dem rechtspopulistischen und rechtsextremen Milieu auf die Krim gebracht hatte.

## Ablauf, Unregelmäßigkeiten und Vorwürfe von Wahlbetrug
Da sich das russische Staatsgebiet über elf Zeitzonen erstreckt, fand die Wahl über zwei Tage verteilt statt. Als erstes öffneten die Wahllokale im Fernen Osten in Kamtschatka und im Autonomen Kreis der Tschuktschen und als letztes (zehn Stunden später) die Wahllokale in der Oblast Kaliningrad.
Unregelmäßigkeiten und Verstöße wurden noch während der Wahl im ganzen Land gemeldet. Wahlbeobachter der russischen Organisation Golos, deren Arbeit im Vorfeld massiv gestört worden war, zählten bis Mittag MEZ rund 1.800 Unregelmäßigkeiten, darunter das Platzieren von Wahlurnen außer Sichtweite von Überwachungskameras und Behinderung von Beobachtern bei der Arbeit und am Betreten der Wahllokale. Nach Schließung der Wahllokale hatte Golos landesweit über 3000 Unregelmäßigkeiten registriert. Laut Opposition wurden viele Wähler von der Polizei mit Bussen zu verschiedenen Wahllokalen gefahren, sodass bereits am frühen Morgen große Wählergruppen plötzlich in den Wahllokalen erschienen. Fälschungen wie das „Stopfen“ von Urnen und Mehrfachabstimmungen sollen beobachtet worden sein, außerdem seien Rabattgutscheine an Wähler verteilt worden. Aus den entlegeneren Regionen wurden am Sonntag zudem Wahlurnen gemeldet, die bei der Öffnung der Wahllokale schon Zettel enthalten haben sollen.
Oppositionelle und regierungsunabhängige Beobachter berichteten, dass eine neue Regelung missbraucht werde, die es gestattet, Anträge zu stellen, nicht am Wohnort, sondern an anderen Aufenthaltsorten abzustimmen. Golos nannte Berichte von Studierenden und Beschäftigten, die unter Druck gesetzt wurden, Anträge auf Stimmabgabe am Arbeits- oder Studienort zu stellen, damit ihre Teilnahme an der Wahl überprüft werden kann. Es kursierten Berichte über Wähler, die Handyfotos von ihren Stimmzetteln machten – möglicherweise, weil von ihnen erwartet wurde, dass sie diese später jemandem zeigen sollten. Anhänger Alexei Nawalnys, die nach eigenen Angaben mehr als 33.000 Beobachter in die Wahlbüros entsandt hatten, berichteten ebenfalls über mutmaßlichen Wahlbetrug. Besonders betroffen waren demnach Baschkortostan sowie Moskau und die umliegende Region und Sankt Petersburg, wo Putin vergleichsweise wenig Unterstützung hat. Auf der Webseite Nawalnys wurde ein Video veröffentlicht, dass zeigen sollte, wie in einem Wahllokal gefälschte Stimmzettel in die Wahlurnen gestopft wurden. Mehrere Wahllokale in Kamtschatka und Tschukotka meldeten eine Wahlbeteiligung von 100 Prozent. Journalisten der Associated Press verifizierten mehrere Videoaufnahmen, Fotos und Berichte über Mehrfachabstimmungen, Angriffe auf Wahlbeobachter, Abstimmungen unter Zwang und Tricks zur Erhöhung der Wahlbeteiligung.
Die Wahlbeobachtungsmission der OSZE beklagte am Tag nach der Wahl, dass es keinen echten Wettbewerb gegeben habe. Bei der Abstimmung habe es deshalb faktisch keine Auswahl gegeben. Der Urnengang sei von Druck auf kritische Stimmen geprägt gewesen, teilten die Wahlbeobachter in Moskau mit. „Eine Wahl ohne wahrhaftigen Wettbewerb, wie wir gesehen haben, ist keine richtige Wahl“, erklärte die OSZE in einer Stellungnahme. Die Wahlbeobachter hätten unangemessenen Druck auf Wähler registriert, der ausgeübt worden sei, um die Wahlbeteiligung zu erhöhen. Laut OSZE habe es einzelne Fälle von schwerwiegenden Unregelmäßigkeiten wie Mehrfachabstimmungen und Gruppenabstimmungen gegeben.
Journalisten der Nachrichtenagentur Reuters beobachteten den Wahlablauf in zwölf Wahllokalen und berichteten, dass die offizielle Wahlbeteiligung die Zahl der registrierten Wähler überschritten habe und dass die Wahlbeteiligung in 9 von 12 Wahllokalen um mehr als 10 Prozent von den offiziellen Angaben abgewichen sei. Die größte Diskrepanz stellten die Reporter in einem Wahllokal in Simferopol auf der annektierten ukrainischen Halbinsel Krim fest. Die Reporter zählten 797 Wähler, laut russischer Wahlkommission hätten hingegen 1.325 Personen abgestimmt. In drei Wahllokalen zählten die Wahlhelfer die Stimmzettel nicht aus und in einem Wahllokal in Ust-Dscheguta trugen die Wahlhelfer mehr Stimmen für Putin ein als abgegebene Stimmzettel. Reuters dokumentierte zudem Fälle so genannter „Karussell“-Abstimmungen, bei denen Personen mehrmals hintereinander ihre Stimme abgaben. Die Zentrale Wahlkommission, der Fotos der Wähler vorgelegt wurden, unternahm nichts, mit der Erklärung, dass es sich um Zwillinge handeln könne und dass den Wahlhelfern keine Unregelmäßigkeiten aufgefallen seien. Die Journalisten entdeckten zudem einen Mangel im neuen Wählerregistrierungssystem, welches das Registrieren an mehreren Orten erlaube. Reuters-Reporter, die am Wohnort abgestimmt hatten, hätten die Erlaubnis erhalten, ein zweites Mal in einem anderen Wahllokal abzustimmen.
Ella Pamfilowa, die Leiterin der Zentralen Wahlkommission, sagte zu, dass man schnell auf Fälle von Wahlbetrug reagieren werde. Zum Beispiel hätten Beamte in Rostow am Don eine Wahlurne versiegelt, in die eine Person zuvor mehrere Stimmzettel gestopft hatte.

## Ergebnisse

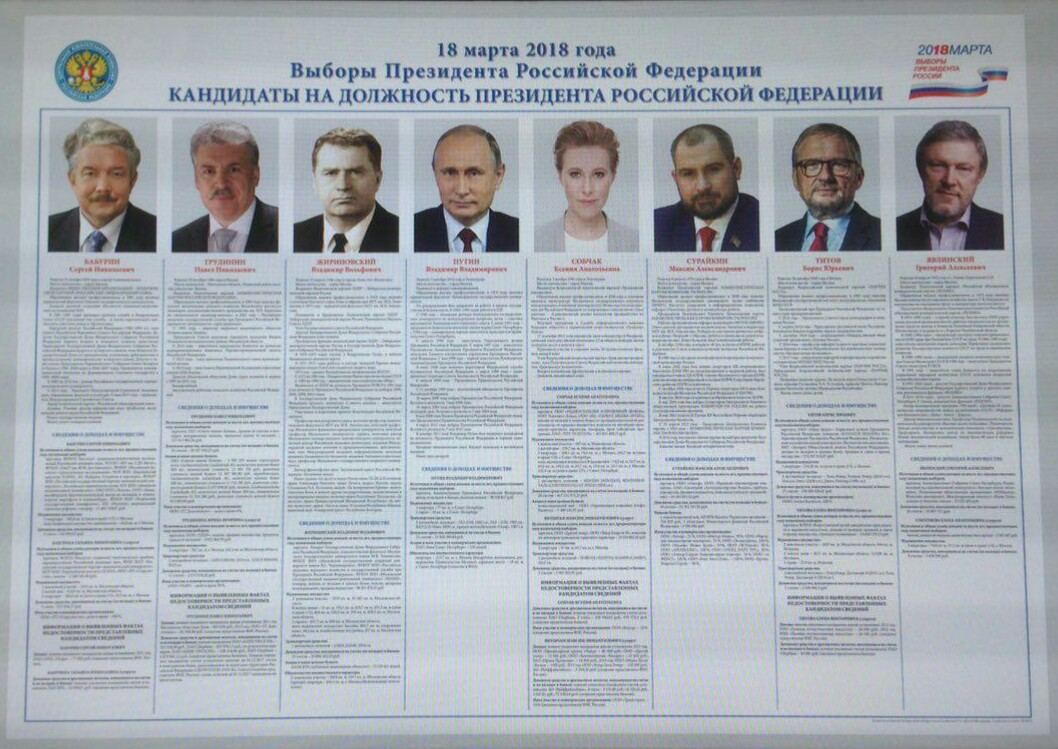
Kandidaten

Wahlsieger wurde mit fast 77 % der Stimmen der amtierende Präsident Wladimir Putin. Putin erzielte sein bisher bestes Ergebnis bei einer Präsidentschaftswahl. Bei der Präsidentschaftswahl im Jahr 2000 hatte er 52,9 % erhalten, bei der Wahl im Jahr 2004 71,3 % und im Jahr 2012 64,4 %.
| Kandidaten                                                           | Kandidaten            | Parteien                                        | Stimmen     | %    |
| -------------------------------------------------------------------- | --------------------- | ----------------------------------------------- | ----------- | ---- |
|                                                                      | Wladimir Putin        | Parteilos                                       | 56.426.399  | 76,7 |
|                                                                      | Pawel Grudinin        | Kommunistische Partei der Russischen Föderation | 8.658.732   | 11,8 |
|                                                                      | Wladimir Schirinowski | LDPR                                            | 4.154.638   | 5,6  |
|                                                                      | Xenija Sobtschak      | Grazhdanskaya initsiativa                       | 1.237.921   | 1,7  |
|                                                                      | Grigori Jawlinski     | Jabloko                                         | 769.588     | 1,0  |
|                                                                      | Boris Titow           | Partija Rosta                                   | 556.751     | 0,8  |
|                                                                      | Maxim Suraikin        | Kommunisten Russlands                           | 499.287     | 0,7  |
|                                                                      | Sergei Baburin        | Rossijski obschtschenarodny sojus               | 478.983     | 0,7  |
| Ungültige Stimmen                                                    | Ungültige Stimmen     | Ungültige Stimmen                               | 791.217     | 1,1  |
| Gesamt                                                               | Gesamt                | Gesamt                                          | 73.573.516  | 100  |
|                                                                      |                       |                                                 |             |      |
| Gültige Stimmzettel                                                  | Gültige Stimmzettel   | Gültige Stimmzettel                             | 72.782.299  | –    |
| Wähler                                                               | Wähler                | Wähler                                          | 73.573.516  | 67,5 |
| Wahlberechtigte                                                      | Wahlberechtigte       | Wahlberechtigte                                 | 109.001.306 |      |
|                                                                      |                       |                                                 |             |      |
| Quelle: Tsentral'naya izbiratel'naya komissiya Rossiyskoy Federatsii |                       |                                                 |             |      |

### Wähler und Wahlberechtigte
| Datum                | Gültige Stimmen | Ungültige Stimmen | Wähler     | Wähler  | Wahlberechtigte |
| Datum                | Zahl            | Zahl              | Zahl       | Prozent | Zahl            |
| -------------------- | --------------- | ----------------- | ---------- | ------- | --------------- |
| Russische Föderation | 72.304.179      | 785.312           | 73.089.491 | 67,4    | 108.502.774     |
| Ausland              | 468.565         | 5.801             | 474.366    | 98,0    | 483.957         |
| Baikonur             | 9.555           | 104               | 9.659      | 66,3    | 14.575          |
| Gesamt               | 72.782.299      | 791.217           | 73.573.516 | 67,5    | 109.001.306     |

### Ergebnisse nach Föderationssubjekten und auf der Krim

Wladimir Putin gewann in allen Föderationssubjekten sowie auf der ukrainischen Halbinsel Krim die absolute Mehrheit

Ergebnisse für Pawel Nikolajewitsch Grudinin

Ergebnisse für Wladimir Wolfowitsch Schirinowski

Ergebnisse für Xenija Anatoljewna Sobtschak

Die folgende Tabelle führt die Ergebnisse nach Föderationssubjekten sowie auf der Krim auf, wie sie durch die Zentrale Wahlkommission veröffentlicht wurden.
| Föderationssubjekt                              | Baburin | Baburin | Grudinin | Grudinin | Schirinowski | Schirinowski | Putin    | Putin   | Sobtschak | Sobtschak | Suraikin | Suraikin | Titow  | Titow  | Jawlinski | Jawlinski |
| Föderationssubjekt                              | Zahl    | %       | Zahl     | %        | Zahl         | %            | Zahl     | %       | Zahl      | %         | Zahl     | %        | Zahl   | %      | Zahl      | %         |
| ----------------------------------------------- | ------- | ------- | -------- | -------- | ------------ | ------------ | -------- | ------- | --------- | --------- | -------- | -------- | ------ | ------ | --------- | --------- |
| Adygeja                                         | 1165    | 0,47 %  | 28711    | 11,48 %  | 8923         | 3,57 %       | 203095   | 81,17 % | 2060      | 0,82 %    | 1317     | 0,53 %   | 1088   | 0,43 % | 1197      | 0,48 %    |
| Republik Altai                                  | 446     | 0,43 %  | 21259    | 20,66 %  | 5376         | 5,22 %       | 72674    | 70,62 % | 929       | 0,90 %    | 431      | 0,42 %   | 340    | 0,33 % | 483       | 0,47 %    |
| Baschkortostan                                  | 15845   | 0,69 %  | 277797   | 12,09 %  | 115635       | 5,03 %       | 1784626  | 77,69 % | 28983     | 1,26 %    | 20429    | 0,89 %   | 15891  | 0,69 % | 19390     | 0,84 %    |
| Burjatien                                       | 1746    | 0,38 %  | 66867    | 14,74 %  | 29087        | 6,41 %       | 334381   | 73,72 % | 7618      | 1,68 %    | 2471     | 0,54 %   | 1822   | 0,40 % | 3631      | 0,80 %    |
| Dagestan                                        | 1781    | 0,12 %  | 103942   | 7,28 %   | 3830         | 0,27 %       | 1295128  | 90,76 % | 3741      | 0,26 %    | 4395     | 0,31 %   | 5379   | 0,38 % | 2465      | 0,17 %    |
| Inguschetien                                    | 1580    | 0,88 %  | 10187    | 5,67 %   | 6570         | 3,66 %       | 149488   | 83,17 % | 2974      | 1,65 %    | 677      | 0,38 %   | 3304   | 1,84 % | 4251      | 2,37 %    |
| Kabardino-Balkarien                             | 1222    | 0,25 %  | 20133    | 4,15 %   | 5006         | 1,03 %       | 452480   | 93,38 % | 1121      | 0,23 %    | 1141     | 0,24 %   | 1658   | 0,34 % | 1171      | 0,24 %    |
| Kalmückien                                      | 502     | 0,36 %  | 16399    | 11,66 %  | 2734         | 1,94 %       | 114833   | 81,66 % | 2117      | 1,51 %    | 675      | 0,48 %   | 632    | 0,45 % | 937       | 0,67 %    |
| Karatschai-Tscherkessien                        | 676     | 0,27 %  | 17819    | 6,99 %   | 7075         | 2,77 %       | 223534   | 87,64 % | 1132      | 0,44 %    | 2533     | 0,99 %   | 454    | 0,18 % | 747       | 0,29 %    |
| Republik Karelien                               | 2343    | 0,79 %  | 33693    | 11,35 %  | 23254        | 7,83 %       | 216899   | 73,04 % | 6777      | 2,28 %    | 1927     | 0,65 %   | 3201   | 1,08 % | 5215      | 1,76 %    |
| Republik Komi                                   | 3234    | 0,79 %  | 46094    | 11,33 %  | 41680        | 10,24 %      | 290716   | 71,44 % | 8179      | 2,01 %    | 3215     | 0,79 %   | 3809   | 0,94 % | 4080      | 1,00 %    |
| Republik Krim                                   | 2098    | 0,19 %  | 23773    | 2,20 %   | 19506        | 1,81 %       | 994569   | 92,15 % | 17764     | 1,65 %    | 2267     | 0,21 %   | 2785   | 0,26 % | 5138      | 0,48 %    |
| Mari El                                         | 2013    | 0,56 %  | 51873    | 14,55 %  | 24516        | 6,88 %       | 263725   | 73,99 % | 4821      | 1,35 %    | 2028     | 0,57 %   | 2128   | 0,60 % | 2144      | 0,60 %    |
| Mordwinien                                      | 1863    | 0,39 %  | 33894    | 7,12 %   | 20758        | 4,36 %       | 406480   | 85,35 % | 3561      | 0,75 %    | 2781     | 0,58 %   | 1636   | 0,34 % | 1726      | 0,36 %    |
| Sacha (Jakutien)                                | 1696    | 0,37 %  | 124518   | 27,25 %  | 18089        | 3,96 %       | 294166   | 64,38 % | 7494      | 1,64 %    | 1711     | 0,37 %   | 2010   | 0,44 % | 2604      | 0,57 %    |
| Nordossetien-Alanien                            | 1071    | 0,23 %  | 51026    | 11,01 %  | 13954        | 3,01 %       | 377648   | 81,51 % | 1034      | 0,22 %    | 8398     | 1,81 %   | 5699   | 1,23 % | 1017      | 0,22 %    |
| Tatarstan                                       | 13030   | 0,58 %  | 204618   | 9,06 %   | 67929        | 3,01 %       | 1854119  | 82,09 % | 29951     | 1,33 %    | 37969    | 1,68 %   | 13361  | 0,59 % | 19643     | 0,87 %    |
| Tuwa                                            | 406     | 0,25 %  | 5762     | 3,51 %   | 2809         | 1,71 %       | 150795   | 91,98 % | 1779      | 1,09 %    | 439      | 0,27 %   | 339    | 0,21 % | 451       | 0,28 %    |
| Udmurtien                                       | 4958    | 0,66 %  | 84981    | 11,33 %  | 50859        | 6,78 %       | 571623   | 76,23 % | 11518     | 1,54 %    | 5301     | 0,71 %   | 6188   | 0,83 % | 5142      | 0,69 %    |
| Chakassien                                      | 1567    | 0,64 %  | 45276    | 18,46 %  | 17610        | 7,18 %       | 169615   | 69,16 % | 3372      | 1,37 %    | 1593     | 0,65 %   | 1624   | 0,66 % | 1605      | 0,65 %    |
| Tschetschenien                                  | 7679    | 1,18 %  | 30012    | 4,62 %   | 1631         | 0,25 %       | 593806   | 91,44 % | 3531      | 0,54 %    | 2093     | 0,32 %   | 3285   | 0,51 % | 4848      | 0,75 %    |
| Tschuwaschien                                   | 3710    | 0,53 %  | 85780    | 12,30 %  | 36890        | 5,29 %       | 539036   | 77,29 % | 9500      | 1,36 %    | 4907     | 0,70 %   | 3950   | 0,57 % | 3878      | 0,56 %    |
| Region Altai                                    | 7581    | 0,64 %  | 281978   | 23,67 %  | 84785        | 7,12 %       | 770278   | 64,66 % | 11788     | 0,99 %    | 7855     | 0,66 %   | 5532   | 0,46 % | 7259      | 0,61 %    |
| Region Transbaikalien                           | 2450    | 0,53 %  | 62375    | 13,62 %  | 45804        | 10,00 %      | 329911   | 72,03 % | 4750      | 1,04 %    | 2772     | 0,61 %   | 2111   | 0,46 % | 2095      | 0,46 %    |
| Region Kamtschatka                              | 912     | 0,56 %  | 27432    | 16,95 %  | 13733        | 8,48 %       | 112401   | 69,44 % | 2210      | 1,37 %    | 966      | 0,60 %   | 1131   | 0,70 % | 1159      | 0,72 %    |
| Region Krasnodar                                | 15876   | 0,50 %  | 316316   | 10,04 %  | 144008       | 4,57 %       | 2564012  | 81,35 % | 30697     | 0,97 %    | 17100    | 0,54 %   | 21413  | 0,68 % | 16461     | 0,52 %    |
| Region Krasnojarsk                              | 8072    | 0,64 %  | 161925   | 12,78 %  | 93628        | 7,39 %       | 941151   | 74,28 % | 20415     | 1,61 %    | 8479     | 0,67 %   | 7761   | 0,61 % | 11225     | 0,89 %    |
| Region Perm                                     | 9624    | 0,73 %  | 138977   | 10,55 %  | 90132        | 6,84 %       | 993076   | 75,35 % | 28963     | 2,20 %    | 10154    | 0,77 %   | 11859  | 0,90 % | 16918     | 1,28 %    |
| Region Primorje                                 | 6605    | 0,73 %  | 193166   | 21,39 %  | 63754        | 7,06 %       | 589384   | 65,26 % | 15079     | 1,67 %    | 5814     | 0,64 %   | 6676   | 0,74 % | 8019      | 0,89 %    |
| Region Stawropol                                | 7593    | 0,55 %  | 157345   | 11,33 %  | 58778        | 4,23 %       | 1118523  | 80,55 % | 11656     | 0,84 %    | 8008     | 0,58 %   | 6985   | 0,50 % | 6130      | 0,44 %    |
| Region Chabarowsk                               | 4612    | 0,71 %  | 119389   | 18,42 %  | 60414        | 9,32 %       | 426385   | 65,78 % | 11199     | 1,73 %    | 4485     | 0,69 %   | 5354   | 0,83 % | 5435      | 0,84 %    |
| Oblast Amur                                     | 2358    | 0,60 %  | 73485    | 18,62 %  | 37909        | 9,61 %       | 264493   | 67,04 % | 4428      | 1,12 %    | 2466     | 0,63 %   | 2080   | 0,53 % | 1951      | 0,49 %    |
| Oblast Archangelsk                              | 4448    | 0,82 %  | 51868    | 9,59 %   | 46925        | 8,67 %       | 407190   | 75,27 % | 10588     | 1,96 %    | 3842     | 0,71 %   | 4982   | 0,92 % | 6239      | 1,15 %    |
| Oblast Astrachan                                | 2185    | 0,49 %  | 64047    | 14,40 %  | 19339        | 4,35 %       | 342195   | 76,95 % | 5060      | 1,14 %    | 2823     | 0,63 %   | 2233   | 0,50 % | 2504      | 0,56 %    |
| Oblast Belgorod                                 | 5218    | 0,58 %  | 93102    | 10,43 %  | 49685        | 5,57 %       | 711392   | 79,71 % | 8474      | 0,95 %    | 6534     | 0,73 %   | 4835   | 0,54 % | 4445      | 0,50 %    |
| Oblast Brjansk                                  | 4472    | 0,57 %  | 68375    | 8,77 %   | 43940        | 5,64 %       | 636087   | 81,60 % | 7463      | 0,96 %    | 4265     | 0,55 %   | 4175   | 0,54 % | 3524      | 0,45 %    |
| Oblast Wladimir                                 | 5440    | 0,73 %  | 93649    | 12,63 %  | 58822        | 7,93 %       | 546042   | 73,65 % | 10777     | 1,45 %    | 5075     | 0,68 %   | 6098   | 0,82 % | 6147      | 0,83 %    |
| Oblast Wolgograd                                | 8040    | 0,67 %  | 140708   | 11,74 %  | 69909        | 5,83 %       | 929541   | 77,55 % | 14403     | 1,20 %    | 8116     | 0,68 %   | 6851   | 0,57 % | 10242     | 0,85 %    |
| Oblast Wologda                                  | 5184    | 0,83 %  | 75644    | 12,08 %  | 54556        | 8,71 %       | 453576   | 72,41 % | 13365     | 2,13 %    | 4567     | 0,73 %   | 5333   | 0,85 % | 8048      | 1,28 %    |
| Oblast Woronesch                                | 7830    | 0,65 %  | 136435   | 11,30 %  | 64905        | 5,37 %       | 952642   | 78,88 % | 13024     | 1,08 %    | 8561     | 0,71 %   | 7277   | 0,60 % | 7561      | 0,63 %    |
| Oblast Iwanowo                                  | 4286    | 0,90 %  | 70211    | 14,81 %  | 37408        | 7,89 %       | 338335   | 71,37 % | 7772      | 1,64 %    | 3526     | 0,74 %   | 3696   | 0,78 % | 4142      | 0,87 %    |
| Oblast Irkutsk                                  | 5480    | 0,52 %  | 166540   | 15,93 %  | 67373        | 6,44 %       | 763810   | 73,06 % | 12646     | 1,21 %    | 5240     | 0,50 %   | 5339   | 0,51 % | 7545      | 0,72 %    |
| Oblast Kaliningrad                              | 3395    | 0,68 %  | 50755    | 10,20 %  | 29893        | 6,01 %       | 379875   | 76,35 % | 12640     | 2,54 %    | 3319     | 0,67 %   | 4772   | 0,96 % | 7299      | 1,47 %    |
| Oblast Kaluga                                   | 4197    | 0,77 %  | 59802    | 11,00 %  | 37905        | 6,97 %       | 414027   | 76,16 % | 8070      | 1,48 %    | 3943     | 0,73 %   | 4200   | 0,77 % | 5071      | 0,93 %    |
| Oblast Kemerowo                                 | 7972    | 0,48 %  | 101153   | 6,07 %   | 83777        | 5,03 %       | 1422919  | 85,42 % | 14002     | 0,84 %    | 7556     | 0,45 %   | 7213   | 0,43 % | 10471     | 0,63 %    |
| Oblast Kirow                                    | 5157    | 0,78 %  | 90650    | 13,70 %  | 63771        | 9,64 %       | 465948   | 70,41 % | 11034     | 1,67 %    | 5655     | 0,85 %   | 5784   | 0,87 % | 6303      | 0,95 %    |
| Oblast Kostroma                                 | 2665    | 0,83 %  | 52135    | 16,18 %  | 29834        | 9,26 %       | 221449   | 68,71 % | 4852      | 1,51 %    | 2309     | 0,72 %   | 2879   | 0,89 % | 3106      | 0,96 %    |
| Oblast Kurgan                                   | 2682    | 0,62 %  | 59425    | 13,67 %  | 38002        | 8,74 %       | 318703   | 73,30 % | 4590      | 1,06 %    | 3020     | 0,69 %   | 2178   | 0,50 % | 2313      | 0,53 %    |
| Oblast Kursk                                    | 3421    | 0,57 %  | 56948    | 9,57 %   | 33326        | 5,60 %       | 482257   | 81,01 % | 5631      | 0,95 %    | 3316     | 0,56 %   | 2640   | 0,44 % | 2527      | 0,42 %    |
| Oblast Leningrad                                | 6136    | 0,69 %  | 78545    | 8,82 %   | 48465        | 5,44 %       | 703423   | 79,01 % | 18715     | 2,10 %    | 5655     | 0,64 %   | 8129   | 0,91 % | 10719     | 1,20 %    |
| Oblast Lipezk                                   | 3834    | 0,57 %  | 67299    | 10,03 %  | 33739        | 5,03 %       | 542199   | 80,83 % | 6714      | 1,00 %    | 3994     | 0,60 %   | 3259   | 0,49 % | 3494      | 0,52 %    |
| Oblast Magadan                                  | 417     | 0,57 %  | 10364    | 14,05 %  | 6185         | 8,38 %       | 53341    | 72,30 % | 1007      | 1,36 %    | 408      | 0,55 %   | 458    | 0,62 % | 491       | 0,67 %    |
| Oblast Moskau                                   | 26448   | 0,71 %  | 476897   | 12,88 %  | 203869       | 5,50 %       | 2758911  | 74,49 % | 78893     | 2,13 %    | 24523    | 0,66 %   | 36133  | 0,98 % | 49664     | 1,34 %    |
| Oblast Murmansk                                 | 2827    | 0,71 %  | 35240    | 8,86 %   | 31434        | 7,90 %       | 303796   | 76,37 % | 8931      | 2,25 %    | 2578     | 0,65 %   | 3426   | 0,86 % | 4660      | 1,17 %    |
| Oblast Nischni Nowgorod                         | 12037   | 0,70 %  | 183465   | 10,62 %  | 111744       | 6,47 %       | 1334417  | 77,27 % | 27728     | 1,61 %    | 12320    | 0,71 %   | 14053  | 0,81 % | 16107     | 0,93 %    |
| Oblast Nowgorod                                 | 2345    | 0,81 %  | 36661    | 12,73 %  | 22000        | 7,64 %       | 209286   | 72,65 % | 5303      | 1,84 %    | 2420     | 0,84 %   | 2456   | 0,85 % | 4143      | 1,44 %    |
| Oblast Nowosibirsk                              | 8473    | 0,65 %  | 213707   | 16,39 %  | 85790        | 6,58 %       | 926858   | 71,06 % | 21067     | 1,62 %    | 8005     | 0,61 %   | 9080   | 0,70 % | 14654     | 1,12 %    |
| Oblast Omsk                                     | 10496   | 1,13 %  | 189303   | 20,39 %  | 57901        | 6,24 %       | 624934   | 67,31 % | 14282     | 1,54 %    | 5653     | 0,61 %   | 5832   | 0,63 % | 7592      | 0,82 %    |
| Oblast Orenburg                                 | 6137    | 0,61 %  | 155156   | 15,47 %  | 67777        | 6,76 %       | 731838   | 72,97 % | 11539     | 1,15 %    | 7846     | 0,78 %   | 6003   | 0,60 % | 5748      | 0,57 %    |
| Oblast Orjol                                    | 3210    | 0,70 %  | 55482    | 12,18 %  | 27617        | 6,06 %       | 349743   | 76,77 % | 5777      | 1,27 %    | 3187     | 0,70 %   | 3187   | 0,70 % | 2698      | 0,59 %    |
| Oblast Pensa                                    | 4616    | 0,59 %  | 78135    | 9,98 %   | 43823        | 5,60 %       | 625928   | 79,98 % | 9048      | 1,16 %    | 5614     | 0,72 %   | 4037   | 0,52 % | 4697      | 0,60 %    |
| Oblast Pskow                                    | 2952    | 0,86 %  | 39407    | 11,44 %  | 23688        | 6,87 %       | 258584   | 75,05 % | 5794      | 1,68 %    | 2782     | 0,81 %   | 2656   | 0,77 % | 5533      | 1,61 %    |
| Oblast Rostow                                   | 11741   | 0,56 %  | 236287   | 11,37 %  | 106905       | 5,14 %       | 1641189  | 78,97 % | 23036     | 1,11 %    | 14121    | 0,68 %   | 13046  | 0,63 % | 13761     | 0,66 %    |
| Oblast Rjasan                                   | 4094    | 0,68 %  | 76023    | 12,65 %  | 37091        | 6,17 %       | 458882   | 76,34 % | 7777      | 1,29 %    | 3731     | 0,62 %   | 3654   | 0,61 % | 4068      | 0,68 %    |
| Oblast Samara                                   | 10805   | 0,66 %  | 189314   | 11,63 %  | 98007        | 6,02 %       | 1234759  | 75,82 % | 32392     | 1,99 %    | 11543    | 0,71 %   | 12324  | 0,76 % | 17892     | 1,10 %    |
| Oblast Saratow                                  | 7436    | 0,59 %  | 148585   | 11,79 %  | 66254        | 5,26 %       | 987373   | 78,33 % | 15067     | 1,20 %    | 8326     | 0,66 %   | 7485   | 0,59 % | 9268      | 0,74 %    |
| Oblast Sachalin                                 | 1586    | 0,69 %  | 41201    | 17,99 %  | 20075        | 8,76 %       | 153289   | 66,92 % | 3874      | 1,69 %    | 1496     | 0,65 %   | 1654   | 0,72 % | 1938      | 0,85 %    |
| Oblast Swerdlowsk                               | 15154   | 0,73 %  | 241365   | 11,58 %  | 141683       | 6,79 %       | 1555532  | 74,60 % | 44258     | 2,12 %    | 13317    | 0,64 %   | 19428  | 0,93 % | 27144     | 1,30 %    |
| Oblast Smolensk                                 | 3894    | 0,82 %  | 62351    | 13,17 %  | 36894        | 7,79 %       | 347859   | 73,49 % | 6724      | 1,42 %    | 3519     | 0,74 %   | 3304   | 0,70 % | 3426      | 0,72 %    |
| Oblast Tambow                                   | 3137    | 0,52 %  | 55183    | 9,12 %   | 31418        | 5,19 %       | 494966   | 81,81 % | 5311      | 0,88 %    | 3593     | 0,59 %   | 2521   | 0,42 % | 3210      | 0,53 %    |
| Oblast Twer                                     | 4718    | 0,77 %  | 77050    | 12,51 %  | 43421        | 7,05 %       | 459198   | 74,55 % | 10144     | 1,65 %    | 4902     | 0,80 %   | 4846   | 0,79 % | 5635      | 0,91 %    |
| Oblast Tomsk                                    | 2976    | 0,65 %  | 70163    | 15,22 %  | 31466        | 6,83 %       | 328296   | 71,23 % | 10091     | 2,19 %    | 2757     | 0,60 %   | 3986   | 0,86 % | 5886      | 1,28 %    |
| Oblast Tula                                     | 5692    | 0,70 %  | 77552    | 9,48 %   | 48748        | 5,96 %       | 648117   | 79,20 % | 11689     | 1,43 %    | 5379     | 0,66 %   | 5331   | 0,65 % | 7537      | 0,92 %    |
| Oblast Tjumen                                   | 4543    | 0,54 %  | 69294    | 8,22 %   | 64367        | 7,63 %       | 672385   | 79,75 % | 11723     | 1,39 %    | 4249     | 0,50 %   | 4577   | 0,54 % | 4808      | 0,57 %    |
| Oblast Uljanowsk                                | 3972    | 0,62 %  | 94809    | 14,74 %  | 40028        | 6,22 %       | 477654   | 74,27 % | 7146      | 1,11 %    | 4752     | 0,74 %   | 4197   | 0,65 % | 3567      | 0,55 %    |
| Oblast Tscheljabinsk                            | 13468   | 0,77 %  | 227134   | 12,99 %  | 121670       | 6,96 %       | 1275822  | 73,00 % | 31326     | 1,79 %    | 13243    | 0,76 %   | 16181  | 0,93 % | 21573     | 1,23 %    |
| Oblast Jaroslawl                                | 5329    | 0,81 %  | 85256    | 12,96 %  | 49621        | 7,54 %       | 472666   | 71,84 % | 15607     | 2,37 %    | 4377     | 0,67 %   | 6710   | 1,02 % | 11738     | 1,78 %    |
| Moskau                                          | 43317   | 0,96 %  | 563670   | 12,48 %  | 211995       | 4,69 %       | 3201257  | 70,88 % | 184206    | 4,08 %    | 32664    | 0,72 %   | 70323  | 1,56 % | 143039    | 3,17 %    |
| Sankt Petersburg                                | 20450   | 0,88 %  | 209112   | 9,04 %   | 94569        | 4,09 %       | 1735236  | 75,01 % | 100059    | 4,33 %    | 15295    | 0,66 %   | 36254  | 1,57 % | 73532     | 3,18 %    |
| Sewastopol                                      | 576     | 0,24 %  | 8698     | 3,59 %   | 6988         | 2,89 %       | 218303   | 90,19 % | 3083      | 1,27 %    | 569      | 0,24 %   | 896    | 0,37 % | 903       | 0,37 %    |
| Jüdische Autonome Oblast                        | 501     | 0,65 %  | 14066    | 18,12 %  | 7387         | 9,52 %       | 52374    | 67,48 % | 771       | 0,99 %    | 404      | 0,52 %   | 407    | 0,52 % | 369       | 0,48 %    |
| Autonomer Kreis der Nenzen                      | 185     | 0,74 %  | 3397     | 13,53 %  | 2482         | 9,89 %       | 17863    | 71,15 % | 448       | 1,78 %    | 135      | 0,54 %   | 172    | 0,69 % | 158       | 0,63 %    |
| Autonomer Kreis der Chanten und Mansen/Jugra    | 3916    | 0,50 %  | 94785    | 12,03 %  | 53569        | 6,80 %       | 600404   | 76,20 % | 10884     | 1,38 %    | 4095     | 0,52 %   | 4363   | 0,55 % | 5060      | 0,64 %    |
| Autonomer Kreis der Tschuktschen                | 115     | 0,42 %  | 1616     | 5,86 %   | 2018         | 7,31 %       | 22709    | 82,31 % | 358       | 1,30 %    | 142      | 0,51 %   | 180    | 0,65 % | 160       | 0,58 %    |
| Autonomer Kreis der Jamal-Nenzen                | 1052    | 0,31 %  | 19488    | 5,72 %   | 19409        | 5,70 %       | 291409   | 85,54 % | 2394      | 0,70 %    | 1794     | 0,53 %   | 1154   | 0,34 % | 1367      | 0,40 %    |
| Baikonur (Kasachstan)                           | 32      | 0,33 %  | 1026     | 10,62 %  | 628          | 6,50 %       | 7568     | 78,35 % | 130       | 1,35 %    | 51       | 0,53 %   | 50     | 0,52 % | 70        | 0,72 %    |
| Territorium außerhalb der Russischen Föderation | 2010    | 0,42 %  | 23871    | 5,03 %   | 8224         | 1,73 %       | 403306   | 85,02 % | 19203     | 4,05 %    | 1439     | 0,30 %   | 3079   | 0,65 % | 7433      | 1,57 %    |
| Gesamt                                          | 479013  | 0,65 %  | 8659206  | 11,77 %  | 4154985      | 5,65 %       | 56430712 | 76,69 % | 1238031   | 1,68 %    | 499342   | 0,68 %   | 556801 | 0,76 % | 769644    | 1,05 %    |
| Quelle: Zentrale Wahlkommission                 |         |         |          |          |              |              |          |         |           |           |          |          |        |        |           |           |

## Reaktionen
Am Wahlabend dankte Putins Wahlkampfsprecher Andrej Kondraschow ironisch der britischen Regierung: Sie habe mit ihrer Reaktion auf die Vergiftung Sergei Skripals geholfen, Wähler im Zentrum der Macht zu versammeln und für Putin zu mobilisieren.
Der deutsche Außenminister Heiko Maas kritisierte den Ablauf der Wahl. Weder das Ergebnis noch die Umstände der Abstimmung seien überraschend gewesen. „Von einem fairen politischen Wettbewerb, wie wir ihn kennen, kann sicherlich nicht in allen Punkten die Rede sein“, sagte Maas am 19. März beim Treffen der EU-Außenminister in Brüssel. Zudem sei nicht akzeptabel, dass die Wahl auch auf dem völkerrechtswidrig annektierten Gebiet der Krim stattgefunden hatte. Der deutsche Bundespräsident Frank-Walter Steinmeier hingegen gratulierte Putin in einem Brief. Er hoffe, dass Putin seine neue Amtszeit dafür nutzen werde, der „Entfremdung“ zwischen Russland und Deutschland entgegenzuwirken.
Österreichs Außenministerin Karin Kneissl betonte, es sei die Haltung der Bundesregierung, dass die Stimmen auf der von Russland annektierten Krim nicht zählen dürften.
US-Präsident Donald Trump gratulierte Putin nach eigenen Angaben telefonisch und kündigte gegenüber der Presse an, sich mit Putin treffen zu wollen.